# HD40562
HD40562 — хімічно пекулярна зоря спектрального класу B9, що має видиму зоряну величину в смузі V приблизно  8,9.
Вона  розташована на відстані близько 1353,3 світлових років від Сонця.

## Пекулярний хімічний вміст
Зоряна атмосфера HD40562 має підвищений вміст 
Si
.